# Roman Hauser

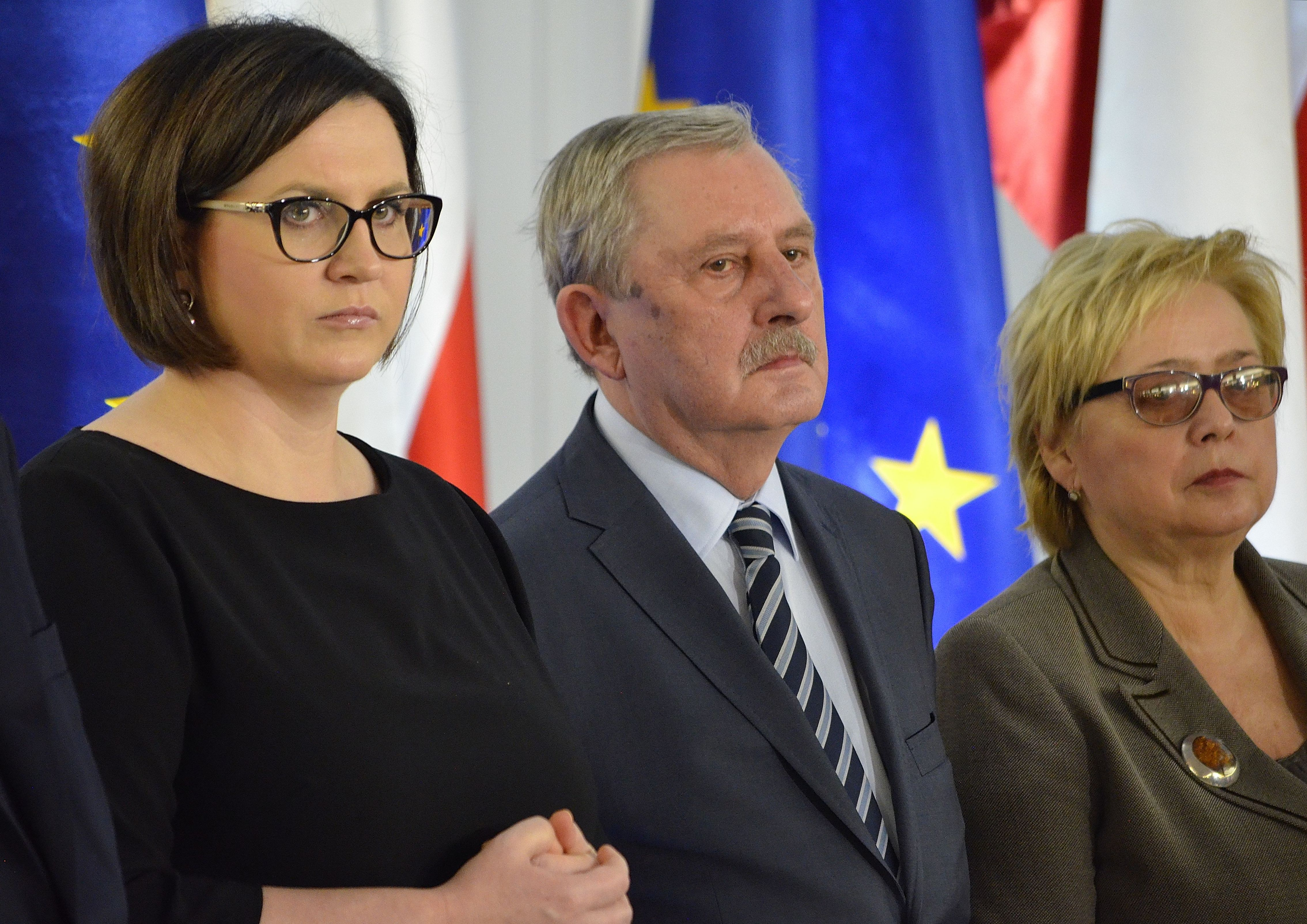
Roman Hauser z Małgorzatą Sadurską i Małgorzatą Gersdorf (2015)

Roman Marek Hauser (ur. 8 października 1949 w Poznaniu) – polski prawnik, sędzia i nauczyciel akademicki, profesor nauk prawnych. W latach 1992–2004 i 2010–2015 prezes Naczelnego Sądu Administracyjnego, w latach 2014–2015 przewodniczący Krajowej Rady Sądownictwa.

## Życiorys
Studia prawnicze ukończył na Wydziale Prawa i Administracji Uniwersytetu im. Adama Mickiewicza w Poznaniu w 1973. Od 1973 zawodowo związany z macierzystym wydziałem. Początkowo był asystentem, a od 1976 starszym asystentem. W 1979 uzyskał stopień naukowy doktora nauk prawnych i zatrudniony został na wydziale jako adiunkt. W 1988 habilitował się, w 1991 objął stanowisko profesora nadzwyczajnego na UAM. W latach 1990–1992 pełnił funkcję prorektora Uniwersytetu im. Adama Mickiewicza. Do 2007 był kierownikiem Katedry Postępowania Administracyjnego, pozostał wykładowcą na tej uczelni. W 2009 otrzymał tytuł profesora nauk prawnych.
Od 1991 orzekał jako sędzia w Ośrodku Zamiejscowym Naczelnego Sądu Administracyjnego w Poznaniu. Od 22 maja 1992 do 21 maja 2004 przez dwie kadencje zajmował stanowisko prezesa Naczelnego Sądu Administracyjnego. Następnie był wiceprezesem NSA oraz dyrektorem Biura Orzecznictwa. 19 maja 2010 tymczasowo wykonujący obowiązki prezydenta RP Bronisław Komorowski powołał go z dniem 23 maja 2010 ponownie na prezesa NSA.
Był współtwórcą reformy sądownictwa administracyjnego, wprowadzającej dwuinstancyjny model postępowania administracyjnosądowego w Polsce. Został członkiem m.in. Komitetu Nauk Prawnych Polskiej Akademii Nauk oraz Poznańskiego Towarzystwa Przyjaciół Nauk. Wszedł w skład komitetów redakcyjnych wielu czasopism, w tym „Państwa i Prawa”, „Ruchu Prawniczego, Ekonomicznego i Socjologicznego”, „Prokuratury i Prawa”, „Monitora Prawniczego” i „Orzecznictwa w Sprawach Samorządowych”.
W 2014 został przewodniczącym Krajowej Rady Sądownictwa.
8 października 2015 został wybrany przez Sejm VII kadencji na sędziego Trybunału Konstytucyjnego z kadencją od 7 listopada 2015 (jeszcze w okresie trwania Sejmu VII kadencji). W konsekwencji zrzekł się stanowiska przewodniczącego KRS i funkcji prezesa NSA, pozostając sędzią tego sądu. Nie złożył ślubowania wobec prezydenta RP (z uwagi na brak inicjatywy ze strony prezydenta Andrzeja Dudy). 25 listopada 2015 Sejm VIII kadencji głosami posłów PiS i Kukiz’15 podjął uchwałę „w sprawie stwierdzenia braku mocy prawnej” uchwały o wyborze Romana Hausera na sędziego TK. 3 grudnia 2015 Trybunał Konstytucyjny orzekł, że przepisy ustawy o TK, na mocy których nastąpił wybór na sędziego TK m.in. Romana Hausera, są zgodne z odpowiednimi przepisami Konstytucji RP, a prezydent jest obowiązany do niezwłocznego przyjęcia ślubowania. Do końca dziewięcioletniej kadencji w 2024 prezydenta Andrzej Duda nie odebrał od niego ślubowania.
W 2016 objął funkcję dyrektora Biura Orzecznictwa Naczelnego Sądu Administracyjnego. Został też członkiem Centralnej Komisji do Spraw Stopni i Tytułów na kadencję 2017–2020. Pracę w Naczelnym Sądzie Administracyjnym zakończył z dniem 1 października 2021.

## Odznaczenia i wyróżnienia
W 2004 został odznaczony przez prezydenta Aleksandra Kwaśniewskiego Krzyżem Komandorskim z Gwiazdą Orderu Odrodzenia Polski. W 2000 otrzymał Order Zasługi Republiki Włoskiej II klasy. W 2022 wyróżniony odznaką honorową „Za Zasługi dla Ochrony Praw Człowieka”.
W 2014 otrzymał doktorat honoris causa Uniwersytetu Marii Curie-Skłodowskiej w Lublinie. W 2015 został wyróżniony Medalem „Zasłużony dla Wymiaru Sprawiedliwości – Bene Merentibus Iustitiae”.

## Wybrane publikacje
- Podporządkowanie poziome w systemie rad narodowych i terenowych organów administracji, Wyd. Naukowe UAM, Poznań 1981.
- Ochrona obywatela w postępowaniu egzekucyjnym w administracji (praca habilitacyjna), Wyd. Naukowe UAM, Poznań 1988.
- Egzekucja administracyjna. Komentarz do ustawy o postępowaniu egzekucyjnym w administracji (współautor, ze Zbigniewem Leońskim), Wyd. Prawnicze, Warszawa 1992.
- Postępowanie egzekucyjne w administracji: komentarz (współautor, ze Zbigniewem Leońskim), C.H. Beck, Warszawa 2003.
- Podmioty administrujące (współredaktor), C.H. Beck, Warszawa 2011.
- Konstytucyjne podstawy funkcjonowania administracji publicznej (współredaktor), C.H. Beck, Warszawa 2012.
- Kodeks postępowania administracyjnego: komentarz (współredaktor), C.H. Beck, Warszawa 2014.